# Bojarka (vattendrag i Vitryssland)
Bojarka (ryska: Боярка) är ett vattendrag i Belarus.   Det ligger i voblasten Hrodna voblast, i den västra delen av landet, 240 km väster om huvudstaden Minsk.
Trakten runt Bojarka består till största delen av jordbruksmark. Runt Bojarka är det ganska tätbefolkat, med 111 invånare per kvadratkilometer.